# Alexandru Cecal
Alexandru Cecal (n. 18 iulie 1940, Cahul, URSS – d. 2021) a fost un chimist recunoscut în special pentru contribuțiile sale în domeniul radiochimiei, profesor universitar în cadrul Facultății de Chimie, Universitatea „Alexandru Ioan Cuza” din Iași. 

## Educație
Alexandru Cecal a urmat școala primară din comuna Pianu, județul Alba (1947-1951), continuând studiile (1951-1957) în cadrul Școlii Medii de Băieți (fostul Liceu Teoretic „Mihai Viteazul”, în prezent Colegiul Național „Horea, Cloșca și Crișan”) din Alba Iulia. 
Între 1958-1963 a urmat cursurile Facultății de Chimie din cadrul Universității din București (specializarea Chimie fizică/Radiochimie). În 1972 a obținut titlul de Doctor în Chimie în cadrul Universității „Alexandru Ioan Cuza” din Iași, cu teza intitulată „Cinetica reacțiilor de schimb izotopic în sistemul Tl(I) - Tl(III) complexat cu diferiți liganzi”, sub îndrumarea profesorului Hans Adam Schneider.  
A beneficiat de stagii de specializare în universități și centre de cercetare precum Universitatea Tehnică din Munchen (profesor coordonator: Hans-Joachim Born), Universitatea Tehnică din Dresda (profesor coordonator: Rolf Dreyer), Forschungszentrum Karlsruhe, Universitatea „Mihail Lomonosov” din Moscova (profesor coordonator: Aleksandr Nesmeianov), Universitatea Laval din Quebec City etc.

## Activitate profesională

### Activitate didactică
Alexandru Cecal a sosit la Iași prin repartiție guvernamentală, imediat după absolvirea Facultății de Chimie din cadrul Universității București. Cu toate că intenția sa a fost să se transfere cât mai repede cu putință la Institutul de Fizică Atomică, în urma discuțiilor purtate cu profesorul Radu Ralea a rămas la Iași și a activat în cadrul Facultății de Chimie, Universitatea „Alexandru Ioan Cuza” până la retragerea din activitate (din 2005 a fost profesor consultant - emeritus).
Peste 40 de promoții de chimiști au beneficiat de cursuri și lucrări practice de „Radiochimie”, „Chimie nucleară”, „Combustibili nucleari”, „Surse de radiații”, „Metode radiochimice de analiză”, „Chimie anorganică”, „Chimia compușilor coordinativi” etc. A publicat 20 de cărți și/ sau manuale pentru studenți. A coordonat numeroase lucrări de licență, dizertație și metodic–științifice pentru obținerea gradului I în învățământrul preuniversitar. Mulți dintre acești absolvenți au lucrat (sau încă mai activează) în industria nucleară, organisme de reglementare în domeniu sau laboratoare de profil, naționale sau internaționale. 

### Activitate științifică
Alexandru Cecal a devenit în 1967 șeful unității nucleare create anterior de către Radu Ralea. Ca urmare a activității sale, la Iași a fost implementat un Centru științific de Radiochimie remarcabil. A condus 15 teze de doctorat în domeniul „Radiochimie. Chimie nucleară. Combustibili nucleari”. A contribuit la cunoașterea actuală în domeniile:   
1. metode radiochimice de analiză (cinetica reacțiilor de schimb izotopic, utilizarea atomilor marcați în elucidarea structurilor chimice și a unor mecanisme de reacție, termodinamica proceselor de solvatare a unor rășini schimbătoare de ioni, studiul proceselor de coroziune cu ajutorul radioizotopilor, studii radiocinetice referitoare la creșterea cristalelor în geluri)
2. chimia radiațiilor (formarea hidrogenului molecular prin descompunerea radiolitică a apei)
3. radioactivitatea mediului (utilizarea colectorilor microbiologici pentru epurarea unor efluenți contaminați radioactiv, biosolubilizarea minereurilor de uraniu, tratarea deșeurilor radioactive cu ajutorul materialelor celulozice și stocarea acestora în materiale ceramice)
4. sinteze chimice (obținerea de noi substanțe anoganice și compuși de coordinație) etc.

În urma acestor studii au fost obținute unele rezultate notabile, printre care (1) o nouă metodă pentru evaluarea constantei vitezei globale de coroziune prin diluție izotopică internă, (2) metode radiochimice pentru studierea formării și creșterii cristalelor în geluri etc. Alte studii au avut aplicații industriale imediate precum (1) recuperarea și refolosirea ipsosului în industria porțelanului, (2) înlăturarea fazei a treia (produse de tip CRUD) formată în timpul procesului de purificare a uraniului, (3) obținerea grafitului coloidal utilizat pentru fabricarea tecilor de combustibil nuclear de tip CANDU etc.  
Rezultatele cercetărilor sale sunt publicate în aproximativ 220 de articole (peste jumătate indexate ISI), care au fost citate în peste 600 lucrări științifice (h-index= 15).

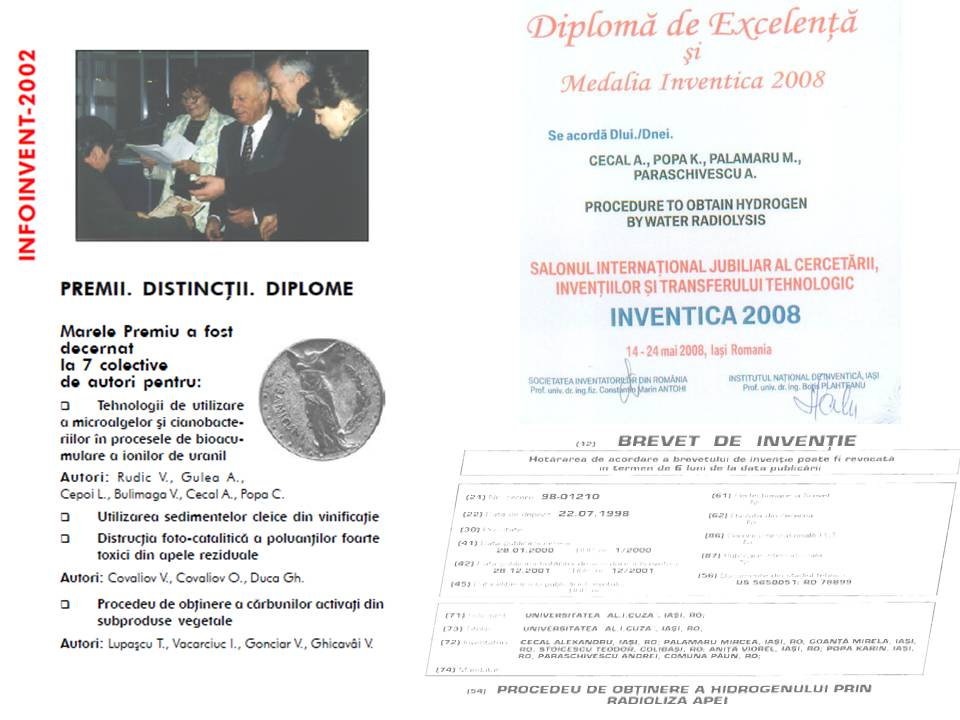
Exemple de distincții obținute la diverse saloane de inventică

A fost coautor a 34 brevete de invenții, unele aplicate industrial. A participat la expoziții internaționale de inventică la Bruxelles (1994–1997), Geneva (1995–1996), Pittsbourgh (1996–1997), Iași (1992-1996), Casablanca (1997), obținând în total 18 medalii de aur, 2 de argint și 3 de bronz. A fost distins cu titlul de „Inventator român de elită”, medalia de aur Henri Coandă clasa I la Salonul internațional de inventică de la Iași (1996), Cupa „L. van den Brande” la Salonul de Invenții EUREKA-Bruxelles etc. A fost implicat în numeroase acțiuni de popularizare a știintei și a personalităților științifice. A fost membru activ al clubului „Alexander von Humboldt” din România.

### Activitate managerială
În 1990, Alexandru Cecal a fost implicat în evenimentele care au condus la revenirea Facultății de Chimie la Universitatea „Alexandru Ioan Cuza” din Iași (de unde fusese desprinsă abuziv în 1974, pentru a fi unită cu cea de Chimie industrială de la Institutul Politehnic Iași). A fost Decan al acestei Facultăți (între 1990–1996 și 2000–2004), Șef al Catedrei de Chimie anorganică (1996–2000), iar între 2004–2005 Prorector pentru strategia universitară. De asemenea, în perioada 1990–2005 a fost membru al Senatului Universității „Alexandru Ioan Cuza” din Iași.
Între 1994–2005 a activat ca membru in comisia I – „Științele naturii” din cadrul CNCSIS, Ministerul Educației, Cercetării și Sportului. Coordonează 48 de granturi de cercetare naționale și internaționale în calitate de director de proiect și face parte din echipe de cercetare a multor altora. Este membru al „Registrului Național al Experților în Invățământ Superior și Cercetare", auditor pentru granturi ale Băncii Mondiale și expert evaluator pentru bursele Fulbright și DAAD în România. 
Susținător al colaborării necondiționate româno–moldovenești, după 1990 a contribuit la reînchegarea relațiilor cu diverse Universități și Institute de cercetare din Republica Moldova, precum și la îmbunătățirea programelor de studii și de cercetare din aceste instituții.

## Burse, premii și distincții
Alexandru Cecal a fost bursier al Fundației „Alexander von Humboldt” la Institutul de Radiochimie al Universitatii Tehnice din Munchen (1975–1976), iar ulterior cercetător postdoctoral (bursier al Fundației „Alexander von Humboldt”) în cadrul Forschungszentrum Karlsruhe (1983, 1989).
În 1994 a fost ales ca membru al „Asociației Europene a Decanilor în Știință”, iar între 1995 și 2005 a fost membru al „Asociației Europene de Radiochimie”. În 1996 a fost distins cu „Medalia de onoare” a Universității de Stat din Chișinău (Republica Moldova), iar în 1999 cu „Medalia jubiliară” a Universității de Medicină și Farmacie „Grigore T. Popa” din Iași. 
În 1999 a obținut premiul „Gheorghe Spacu” al Academiei Romane pentru activitatea din 1997 în domeniul studiului radiocineticii creșterii cristalelor in geluri (alături de Mircea Nicolae Palamaru). În 2004 a fost onorat de către Președintele României cu Ordinul „Meritul pentru Învățământ” în grad de Ofițer. În 2007 a obținut „Diploma de excelență” din partea Ministerului Educației, Cercetării și Sportului.

## Publicații relevante (selecție)
- Preferential solvation of single ions: a critical study of the Ph4AsPh4B assumption for single ion thermodynamics in mixed aqueous-acetonitrile and aqueous-NN-dimethylformamide solvents, Zeitschrift fur Physikalische Chemie 110 (1978) 209-227[31]
- Radiochemical study of the corrosion process of some types of carbon steel in acid media", Electrochimica Acta 28 (1983) 681-684[32]
- Radiochemical study of the kinetics of crystal growth in gels, Journal of Crystal Growth 158 (1996) 181-184[33]
- Recuperation of uranyl ions from effluents by means of microbiological collectors, Waste Management 17 (1997) 97-99[34]
- Use of some oxides in radiolytical decomposition of water, Radiation Physics and Chemistry 62 (2001) 333-336[35]
- Bioleaching of UO22+ ions from poor uranium ores by means of cyanobacteria, Journal of Radioanalytical and Nuclear Chemistry 245 (2000) 427-429[36]
- Decontamination of radioactive liquid wastes by hydrophytic vegetal organisms, Journal of Radioanalytical and Nuclear Chemistry 251 (2002) 257-261[37]
- The sorption of some radiocations on microporous titanosilicate ETS-10, Journal of Radioanalytical and Nuclear Chemistry 258 (2003) 243-248[38]
- Saccharomyces cerevisiae as uranium bioaccumulating material: The influence of contact time, pH and anion nature, Nukleonika 48 (2003) 121-125[39]
- Radiometric method for the study of the corrosion reactions of steel samples in strongly acidic media, Radiochimica Acta 93 (2005) 115-117[40]
- Purification of waste waters containing 60Co2+,115mCd2+ and 203Hg2+radioactive ions by ETS-4 titanosilicate, Journal of Radioanalytical and Nuclear Chemistry 269 (2006) 155-160[41]
- Laboratory analyses of 60Co2+, 65Zn2+ and 55+59Fe3+ radiocations uptake by Lemna minor, Isotopes in Environmental and Health Studies 42 (2006) 87-85[42]
- Kinetic and thermodynamic aspects of U(VI) and Th(IV) sorption on a zeolitic volcanic tuff, Journal of Radioanalytical and Nuclear Chemistry 270 (2006) 637-640[43]
- Effect of radioactive and non-radioactive mercury on wheat germination and the anti-toxic role of glutathione, Isotopes in Environmental and Health Studies 43 (2007) 105-116[44]
- Uptake of uranyl ions from uranium ores and sludges by means of Spirulina platensis, Porphyridium cruentum and Nostok linckia alga,  Bioresource Technology 118 (2012) 19-23[45]